# Diplosoma gelatinosa
Diplosoma gelatinosa är en sjöpungsart som beskrevs av Radovan Harant och Vernières 1938. Diplosoma gelatinosa ingår i släktet Diplosoma och familjen Didemnidae. Inga underarter finns listade i Catalogue of Life.